# کووارتو سنت النا
شهر  کووارتو سنت النا (به ایتالیایی: Quartu Sant'Elena) با جمعیت ۷۰٬۹۴۵ نفر  در ناحیه ساردنی در کشور ایتالیا واقع شده‌است.